# Zifeng Tower
Zifeng Tower nebo také Nanjing Greenland Financial Center je nejvyšší mrakodrap ve městě Nanking v Číně. Měří 450 m a má 89 pater. Stavba začala v roce 2005 a v roce 2010 byla dokončena. Nyní probíhají úpravy interiéru, u kterého je odhadováno dokončení v polovině roku 2010. Architektem budovy byl Adrian Smith.
V budově se nachází převážně kancelářské prostory. V nižších patrech jsou maloobchodní prostory a restaurace. V 72. patře je vyhlídková terasa, z které je z výšky 287 m výhled na město.